# Dans ma bulle
Dans Ma Bulle – album wydany w 2006 przez francuską raperkę Diam’s. Był to najlepiej sprzedający się album we Francji w 2006.

## Spis utworów
| Nr  | Tytuł                            | Czas | Producent | Wykonawcy     |
| --- | -------------------------------- | ---- | --------- | ------------- |
| 1.  | Introduction                     | 1:11 |           | Diam’s        |
| 2.  | La Boulette (génération nan nan) | 3:51 |           | Diam’s        |
| 3.  | Ma France a moi                  | 4:33 |           | Diam’s        |
| 4.  | Feuille Blanche                  | 5:19 |           | Diam’s        |
| 5.  | Jeune Demoiselle                 | 4:41 |           | Diam’s        |
| 6.  | Car Tu Portes Mon Mon            | 5:40 |           | Diam’s        |
| 7.  | Marine                           | 5:40 |           | Diam’s        |
| 8.  | Dans Ma Bulle                    | 5:15 |           | Diam’s        |
| 9.  | Par Amour                        | 6:43 |           | Diam’s        |
| 10. | Big Up                           | 5:32 |           | Diam’s        |
| 11. | Confessions Nocturnes            | 6:00 |           | Diam’s, Vitaa |
| 12. | T.S.                             | 4:32 |           | Diam’s        |
| 13. | Me Revolta                       | 4:46 |           | Diam’s        |
| 14. | Cause a Effet                    | 5:19 |           | Diam’s        |
| 15. | Petite Banlieusarde              | 6:51 |           | Diam’s        |

## Notowania
| Notowanie                       | Najwyższa pozycja |
| ------------------------------- | ----------------- |
| Belgian (Wallonia) Albums Chart | 3                 |
| French Albums Chart             | 1                 |
| Swiss Albums Chart              | 19                |